# Esme López
Cristina Esmeralda López Quirós, también conocida como Esme López, es una exjugadora de balonmano española. Nacida el 8 de julio de 1975 en Cádiz, participó en los Juegos Olímpicos de Atenas 2004.
Aunque de origen andaluz, a los 6 años se trasladó al País Vasco (se crio en Pasajes) por los quehaceres laborales de su padre. Junto a Noelia Oncina, Esmeralda fue la primera andaluza en acudir con la selección española de balonmano a unos Juegos.
Desarrolló casi toda su carrera balonmanísitica en el Bera Bera, participando en el primer título que consiguió el equipo donostiarra el 1 de abril de 2007: la Copa de la Reina, tras imponerse al Cementos La Unión Ribarroja por 25 a 22 en L'Eliana. Se retiró el 14 de mayo del 2010.

## Trayectoria
Toda su vida en el balonmano profesional ha estado en el equipo guipuzcoano del Bera Bera. Se inició en el deporte en el Colegio Público San Fermín. Con 9 años se mudó a la sección de balonmano del CD Pasajes y con 10 recaló en el equipo de la Sociedad Cultural Recreativa Deportiva Bidebieta (la sección de balonmano de la SCRD Bidebieta se integró en la estructura del Bera Bera en 1998).
Debutó en el equipo sénior del Bera Bera (por entonces SCRD Bidebieta) en la temporada 1994-1995.
16 temporadas en la élite, en División de Honor, un tercer puesto como plaza más elevada en la liga nacional (1995) y dos veces campeona de la Copa de la Reina (en 2007 y 2009) en su palmarés deportivo.

## Selección nacional
Esmeralda López jugó 109 partidos con la selección y marcó un total de 207 goles con la absoluta.
Compitió en dos campeonatos de Europa (Holanda 1998 y Dinamarca 2002), un campeonato del Mundo (Croacia 2003) y un Juegos del Mediterráneo (Túnez 2001). 
Compitió en los Juegos Olímpicos de Atenas 2004 consiguiendo un diploma olímpico al perder el partido de cuartos de final contra Ucrania y terminar en sexta posición.
Debutó con la camiseta nacional gracias su buen hacer (y a la llamada del seleccionador nacional Antonio Roncero Zabala) el 29 de octubre de 1995 en Veria (Grecia), en un partido de clasificación para el Campeonato de Europa, con 5 goles de Esmeralda.
Entre sus números con la selección destacan la medalla de plata en los Juegos Mediterráneos de Túnez 2001 y un gran 5.º puesto en el Campeonato del Mundo de 2003.
Su último partido fue en el torneo Cuatro Naciones celebrado en China contra Corea el 23 de junio de 2007.

### Juegos Olímpicos
Compitió en los Juegos Olímpicos de Atenas 2004 y no pudo estar en los del 2008 por una lesión.